# Dalsnibba
Dalsnibba je gora v občini Stranda v administrativni regiji Møre og Romsdal na Norveškem. Je se na koncu doline Geiranger, približno 7 km  južno od vasi Geiranger in Geirangerfjorda. 2 kvadratna kilometra veliko jezero Djupvatnet leži neposredno jugovzhodno od gore. Gora je zelo blizu okrožne meje z okrajema Oppland in Sogn og Fjordane, v jugovzhodnem delu okrožja Møre og Romsdal.
Dalsnibba ponuja dober razgled in je zato priljubljena turistična destinacija. Dalsnibba je tudi poleti pogosto prekrita s snegom. Norveška okrožna cesta 63 poteka vzdolž južne strani gore, od te ceste pa je zasebna cestninska cesta, imenovana Nibbevegen, ki je v lasti in upravljanju Geiranger Skysslag, ki se povzpne do vrha Dalsnibba, približno 21 km vožnje od Geirangerja. Dokončana je bila leta 1939, vendar je bila zaradi druge svetovne vojne njena uradna otvoritev odložena do 19. julija 1948. Cesta je bila leta 2013 asfaltirana.
Tekaška in kolesarska dirka Geiranger – From Fjord to Summit se začne v vasi Geiranger in konča na vrhu Dalsnibbe.
- Infotabla na Dalsnibba
- Panorama iz Dalsnibba v dolino Geiranger
- Pogled na Geiranger iz Dalsnibba